# Mester Miklós
Mester Miklós (Rugonfalva, 1906. március 8. – Budapest, 1989. január 5.) magyar történész, politikus, országgyűlési képviselő, vallás- és közoktatásügyi államtitkár.

## Élete és működése
Mester Miklós az Udvarhely vármegyei (ma Hargita megyei) Rugonfalván született, szegény székely református földművescsalád gyermekeként. Édesapja először az Amerikai Egyesült Államokban, majd később, amikor Miklós már a Székelykeresztúr unitárius gimnáziumában tanult, Kanadában vállalt átmeneti időre munkát, ahová – Miklós kivételével – családját is magával vitte.
A középiskola elvégzése után egy románokból álló állami bizottság előtt román nyelven tett érettségi vizsgát Segesvárott, 1925-ben. Ezután Budapestre jött, ahol először két évig közgazdasági, majd a Pázmány Péter Tudományegyetemen történettudományi tanulmányokat folytatott. 1937-ben bölcsészdoktori diplomát szerzett.
1925-től tagja és munkatársa lett a Bethlen István gróf és Jancsó Benedek által megalapított Népies Irodalmi Társaságnak, amelynek célja az elszakított Erdély kulturális és anyagi támogatása, illetve a Magyarországon tanuló erdélyi diákok támogatása volt. Itt először román sajtóelőadó és könyvtáros volt, később a Társaság egyetemi és főiskolai diákotthonának titkáraként, majd 1936-tól igazgatójaként dolgozott egészen 1949/50-ig.
Széleskörű egyesületi, irodalmi és tudományos tevékenységet folytatott. Az 1930-as évektől kezdve cikkeket írt a Magyar Útba, a Bartha Miklós Társaság kiadványaiba, a Magyarságtudományba (Budapest), a Magyar Kisebbség (Lugos), valamint a Hitel (Kolozsvár) című folyóiratokba. Mint erdélyi születésűt, elsősorban erdélyi és román kérdések, a magyar-román viszony, az asszimiláció témája foglalkoztatták. Cikkeiben, megnyilatkozásaiban kiemelte a népek önrendelkezési jogát és a békés együttélés fontosságát. Fő műve az 1936-ban megjelent „Az autonóm Erdély és a román nemzeti követelések az 1863-64. évi nagyszebeni országgyűlésen” c. könyve volt.
1939-ben Zsindely Ferenc, Tüdős Klára és Teleki Pál támogatásával kormánypárti (Magyar Élet Pártja) országgyűlési képviselővé választották. Képviselőként radikális földreformot sürgetett. 1940 őszén, csalódván a földreform elmaradása miatt, ő is csatlakozott a kormánypártból kilépők új csoportosulásához, az Imrédy Béla által vezetett Magyar Megújulás Pártjához.
Közben a szétforgácsolódásnak indult Bartha Miklós Társaságon belül kialakult egy illegális, egyre inkább németellenes csoportosulás, a „Vasmag – Szellemi Munkaközösség”, aminek tagja lett Mester Miklós is. A mozgalom nevét többször is megváltoztatták, végül 1944-ben fölvették a Magyar Hazafiak Szabadság Szövetsége elnevezést, s e szövetség a német megszállás alatt szorosan együttműködött a Magyar Függetlenségi Mozgalommal. Mestert a belügyminiszter 1944. április második felében kinevezte a Győrffy István Kollégium miniszteri biztosává. A Magyar Hazafiak Szabadság Szövetségével szoros kapcsolatban lévő Magyar Függetlenségi Mozgalom (Szent-Iványi Domokos) és az Erdélyi Párt  több vezetőjének támogatásával és Herczeg Ferenc ajánlásával Horthy Miklós 1944. április 30-án kinevezte a Sztójay-kormány vallás- és közoktatásügyi államtitkárává. Pozicója a Lakatos-kormány alatt is megmaradt. Hivatali működése alatt (1944. május 1. és október 15. között) a keresztény egyházakkal, a Zsidó Tanáccsal, a Magyar Cionista Szövetséggel és az Ambrózy Gyula vezette kormányzói kabinetirodával együttműködve, a kormányzói mentesítési intézmény kidolgozása révén, számtalan üldözött számára biztosította a túlélést. Még a minisztertanácsi üléseken is szembeszállt a zsidók deportálását szorgalmazó kormánytagokkal. Titokban hatékonyan támogatta az ellenállási mozgalmat. Szerepe volt az 1944. szeptember 22-én Moszkvába induló fegyverszüneti delegáció útjának előkészítésében.
A nyilas hatalomátvétel után, 1944. okt. 15-én illegalitásba vonult, hamis igazolvánnyal bujkált. 1945-ben az orosz hatóságok néhány hetes őrizetbe vétel után szabadon bocsátották. 1945 után nem vállalt politikai szerepet. Valószínűleg ennek köszönheti, hogy nem lett a Rákosi-rendszer valamelyik koncepciós perének áldozata. Bár 1948-ban rövid ideig letartóztatásban volt, de a Budapesti Igazoló Bizottság határozata alapján 1948-ban felmentették minden vádpont alól.
1949 végéig diákotthont vezetett, majd ennek megszűnése után a Horizont Könyv-, Lap- és Zeneműterjesztő Vállalatnál kapott állást. 1951 júniusában mint osztályidegent kitelepítették családjával együtt Felsővadász községbe, ahol mező- és erdőgazdasági munkát végzett. 1953 végén ugyan hatálytalanították a kitelepítési végzést, de ekkor még – sok egykori kitelepítetthez hasonlóan – nem költözhetett vissza Budapestre. Három évig Dunakeszin volt bejelentett lakása, csak 1956 után lehetett újra fővárosi lakos. Egy ideig tovább dolgozott a Horizontnál, illetve utódjánál (1957-től: Magyar Könyv Kereskedelmi Vállalat), majd egy évig az  Elektromos Mérőkészülékek Gyárában kapott munkát. 1960-tól nyugdíjazásáig, 1966-ig, a Magyar Könyvtárellátó Vállalatnál volt hivatalnok. A kommunista rendszer egészen 1987-ig ellenségként kezelte, állambiztonsági megfigyelés alatt tartották. 1987-ben korára való tekintettel törölték a nyilvántartásból.

## Írásai
- Mester Miklós:  Az autonom Erdély és a román nemzetiségi követelések az 1863-64. évi nagyszebeni országgyűlésen.  Budapest : Dunántúl Pécsi Egyetemi Kiadó és Nyomda,1936
- Mester Miklós: Az erdélyi románok első törvényhatósági küzdelmei a magyarokkal és a szászokkal (1860–1863). Budapest, Magyarságtudomány, II. 1. különlenyomat, 1936
- Mester Miklós: Hol hibáztuk el? (A dunavölgyi népek nemzeti egyenjogúságáról) In: Magyar Füzetek 6., pp. 119-130
- Mester Miklós: A zsidókérdés Magyarországon (1945) In: Új Látóhatár, 1985. (36. évf.) 3. sz. pp. 367–389.
- Mester Miklós: Arcképek két tragikus kor árnyékában. Visszapillantás a katasztrofális magyarországi 1944. esztendőre, részint annak előzményeire és közvetlen következményeire is, 27 év távlatából. Budapest, Tarsoly, 2012
- Küzdelem a nemzeti munkaállamért: Mester Miklós társadalompolitikai írásai, 1932–1945 / [szerk., a bev. tanulmányt írta és a kiadást gond. Kása Csaba], (Mester Miklós összegyűjtött művei 1.) Budapest, Kárpáttech Bt., 2018
- Az autonom Erdély. Nemzetpolitikai írások, 1929–1980; szerk., bev. Kása Csaba; Udvarhelyszék Kulturális Egyesület, Székelyudvarhely, 2021
- Magyarság, becsület, tudás. Parlamenti felszólalások, 1939–1943; szerk., bev. Kása Csaba, előszó Babucs Zoltán; Kárpáttech Bt., Budapest, 2022